# Vigna umbellata
Pour les articles homonymes, voir Haricot (homonymie).
Espèce
Vigna umbellata, le haricot riz, est une espèce de plantes à fleurs dicotylédones de la famille des Fabaceae (légumineuses), sous-famille des Faboideae, originaire d'Asie tropicale et du sud du Mexique.
C'est une plante herbacée annuelle ou vivace à courte durée de vie, au port dressé ou grimpant, pouvant atteindre de 30 cm à 1 m de haut, aux graines oblongue de 5 à 10 mm de long. 
L'espèce, considérée comme « sous-utilisée » au regard de ses potentialités,  est cultivée surtout en Asie tropicale, notamment en Chine et en Inde, pour ses graines comestibles, ainsi que dans d'autres régions à climat tropical où elle a été introduite (Afrique, Madagascar, Hawaï...). C'est un légume secondaire, qui peut fournir aussi du fourrage pour le bétail, servir d'engrais vert et parfois constituer une mauvaise herbe. 

## Étymologie
Son nom commun est une traduction, via l'anglais rice bean, du nom chinois (Chinois : 飯豆; pinyin : fàndòu). Il rappelle le goût voisin de celui du riz de ce « haricot ». À moins que ce ne soit sa petite taille qui lui ait fait donner ce nom

## Description

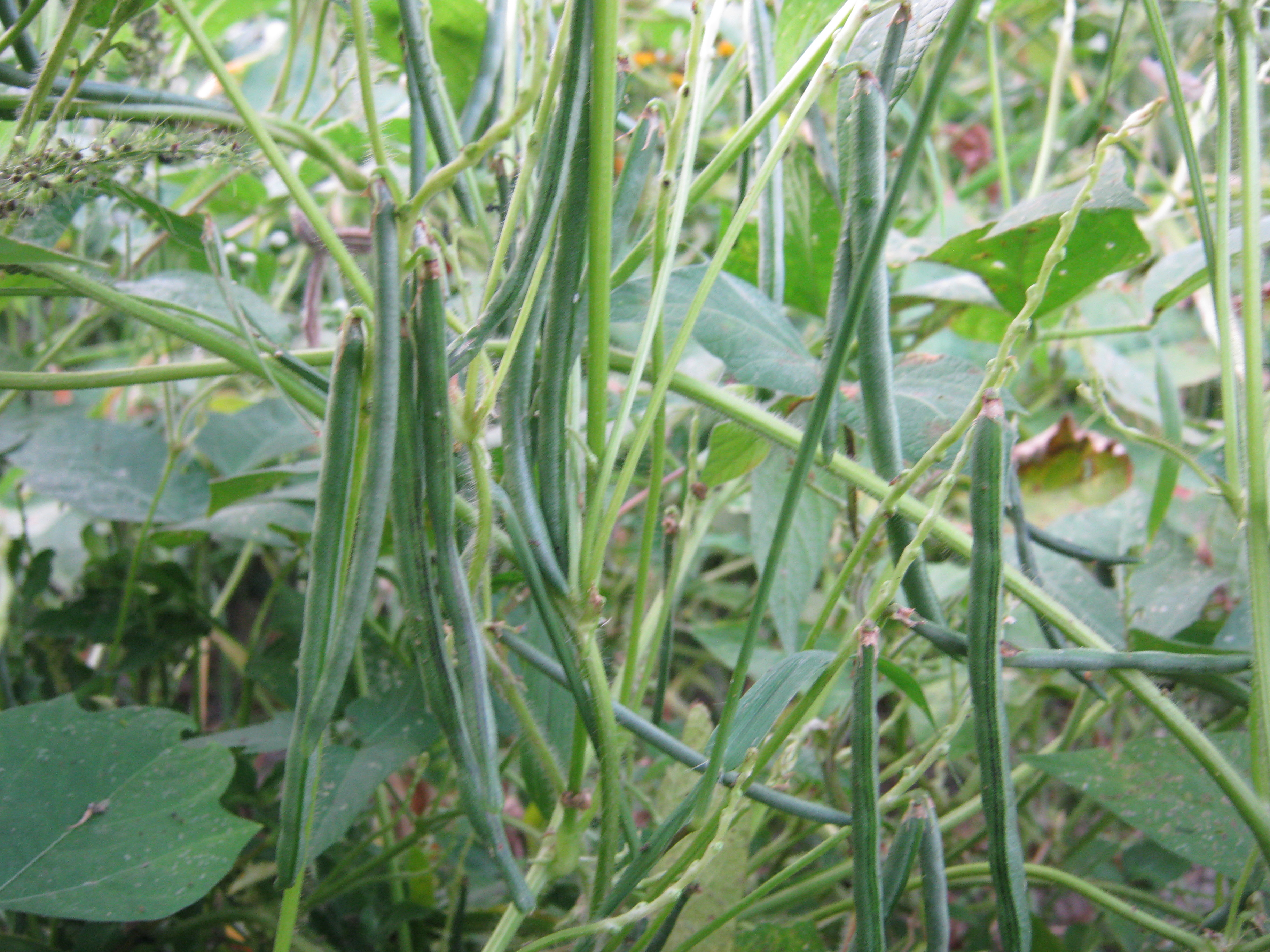
Plante avec gousses immatures.

Vigna umbellata  est une plante herbacée vivace à vie courte, habituellement cultivée comme annuelle, au port variable : dressé, semi-dressé ou grimpant. Elle atteint généralement de 30 à 100 cm, voire 200 cm, de haut. Le système racinaire étendu se caractérise par une racine pivotante pouvant atteindre 100 à 150 cm de profondeur. Les tiges, très ramifiées, tomenteuses, sont couvertes de poils très fins. Les feuilles sont composées, trifoliées, avec des folioles entières de 6 à 9 cm de long. 
Les fleurs, portées par des racèmes axillaires de 5 à 10 cm de long, de couleur jaune vif, sont du type papilionacé. 
Les fruits sont des gousses cylindriques de 7,5 à 12,5 cm de long contenant 6 à 10 graines oblongues de 6 à 8 mm avec un hile concave. Les graines du haricot riz, comestibles, ont une couleur très variable, allant du jaune verdâtre au noir, en passant par le jaune, le brun. Les types jaune-brunâtre seraient les plus nutritifs. Le type rouge donne son nom commun au grain en plusieurs langues. Il est par exemple couramment appelé  赤小豆 en chinois, ce qui signifie littéralement « petit haricot rouge ».
Bien que relevant d'une espèce distincte du haricot adzuki, plus commun, c'est une plante très semblable et utilisée de la même façon.
Ce haricot ne semble pas attaqué par les bruches.
Il est facilement grimpant. Il est très facile à battre et à vanner. Il cuit facilement.

## Taxinomie

### Synonymes
Selon The Plant List (31 décembre 2018) :
- Azukia umbellata (Thunb.) Ohwi
- Dolichos umbellatus Thunb.
- Phaseolus calcaratus Prain[3]
- Phaseolus calcaratus Roxb.
- Phaseolus pubescens Blume
- Phaseolus riccardianus Ten.
- Phaseolus ricciardus Ten.[4]
- Phaseolus torosus Roxb.
- Vigna brachycalyx Baker}
- Vigna calcarata (Roxb.) Kurz
- Vigna papuana Baker f.
- Vigna umbellata var. umbellata
- Vigna umbellata (Prain) Maréchal et al.[3]

### Liste des variétés
Selon Catalogue of Life (31 décembre 2018) :
- Vigna umbellata var. gracilis (Prain)Marechal & al.
- Vigna umbellata var. umbellata